# Тамми, Эмма
Эмма Тамми (англ. Emma Tammi; род. 26 февраля 1982, Нью-Йорк, США) — американский кинорежиссёр, кинопродюсер, сценарист и актриса.  Режиссировала такие произведения как «Обитель страха», «Навстречу тьме», «Кукольный дом»,  «Пять ночей у Фредди» (и его вторую часть) и другие.

## Биография
Эмма Тамми родилась в Нью-Йорке в семье актёров, поэтому с раннего детства была увлечена театром. В детстве Эмма много времени проводила за кулисами театра, где играли её родители. После окончания средней школы Эмма поступила в Уэслианский университет, где изучала социологию. Во время обучения в университете Эмма начала работать в жанре документального кино.
После окончания университета Тамми попала на стажировку к американскому режиссёру Роберту Олтмену — единственному в США обладателю главных призов фестивалей большой тройки — «Золотой пальмовой ветви» Каннского кинофестиваля, «Золотого льва» Венецианского кинофестиваля и «Золотого медведя» Берлинского кинофестиваля. Благодаря Олтмену Эмма получила невероятный опыт и знания, пригодившиеся ей в будущем.
В 2018 году Тамми сняла свой дебютный полнометражный фильм «Обитель страха» по сценарию Терезы Сазерленд. Фильм был показан на Международном кинофестивале в Торонто, Международном кинофестивале в Филадельфии, Международном кинофестивале в Стокгольме, Международном кинофестивале в Роттердаме и на Международном кинофестивале Night Visions. В этом же году Эмма выступила исполнительным продюсером фильма ужасов режиссера Генри Джейкобсона «Тёмная сторона», который был показан на Фестивале фантастических фильмов «Fantastic Fest».